# Talarn (ort)
Talarn är en ort i Spanien.   Den ligger i provinsen Província de Lleida och regionen Katalonien, i den nordöstra delen av landet, 400 km nordost om huvudstaden Madrid. Talarn ligger 583 meter över havet och antalet invånare är 333. Den ligger vid sjön Pantà de Sant Antoni.
Terrängen runt Talarn är kuperad. Runt Talarn är det glesbefolkat, med 13 invånare per kvadratkilometer. Närmaste större samhälle är Tremp, 2,1 km söder om Talarn. 